# Pseudastur occidentalis
Pseudastur occidentalis là một loài chim trong họ Accipitridae.